# Hưng Yên Nam
Hưng Yên Nam là một xã thuộc huyện Hưng Nguyên, tỉnh Nghệ An, Việt Nam.
Xã Hưng Yên Nam có diện tích 19,51 km², dân số năm 1999 là 5.759 người, mật độ dân số đạt 295 người/km².
Xã này nằm bên tuyến kênh Nhà Lê, là tuyến đường thủy đầu tiên trong lịch sử Việt Nam từ kinh đô Hoa Lư đến Đèo Ngang và được xem là tuyến đường Hồ Chí Minh trên sông vì những đóng góp cho các cuộc chiến tranh của người Việt.